# Роде (прізвище)
Рóде — прізвище.

## Люди з таким прізвищем
- Роде Альфред, Франц-Фердинанд[ru] — німецький вчений і мистецтвознавець. Причетний до зникнення Янтарної Кімнати у роки Другої Світової війни;
- Роде, Франц[en] — католицький кардинал зі Словенії;
- Роде Карл Іванович — інспектор Лікарської управи м. Катеринослава.
- Кірстен Роде - купець, пірат на Балтиці з нижньонімецьких земель (Дітмаршен) на службі у Івана Грозного.